# Großgartacher Kultur

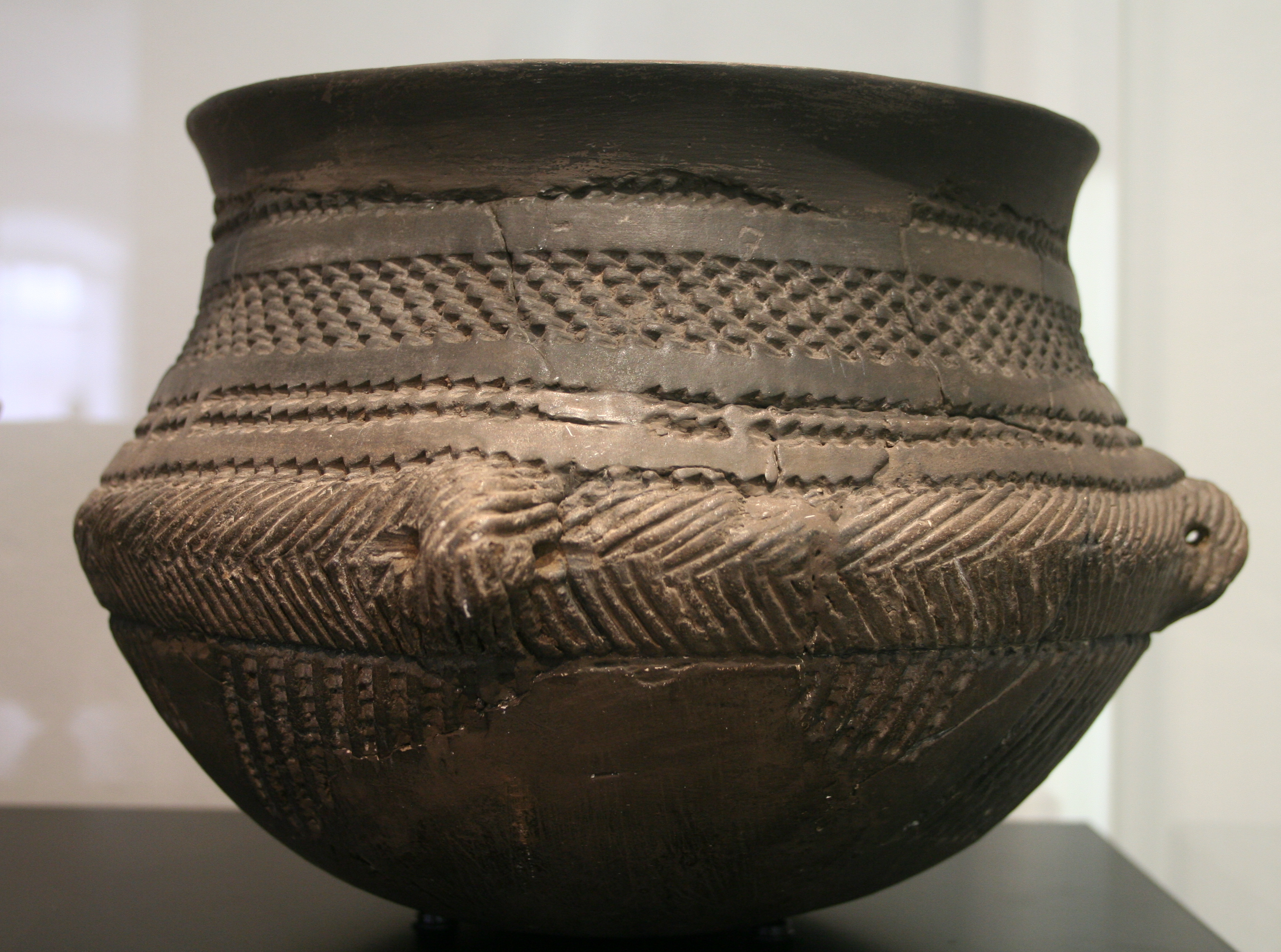
Bauchknickgefäß der Großgartacher Kultur aus Stuttgart-Mühlhausen; Landesmuseum Württemberg, Stuttgart

Die Großgartacher Kultur ist eine archäologische Kultur im Mittelneolithikum in der ersten Hälfte des 5. Jahrtausends v. Chr. im Kulturenkomplex Hinkelstein-Großgartach-Rössen. Sie erhielt ihren Namen durch Alfred Schliz (1849–1915) nach Grabungsarbeiten in Großgartach, heute Teilort der Gemeinde Leingarten im Landkreis Heilbronn und war vor allem in Südwestdeutschland verbreitet.

## Forschungsgeschichte
Nach seiner Siedlungsgrabung in Großgartach bei Heilbronn bestimmte Alfred Schliz 1900 den Begriff Großgartacher Kultur und meinte, sie sei mit der Rössener Kultur zeitgleich. Aufgrund seiner Stilanalyse der aufgefundenen Keramik plädierte er später – wie die moderne Forschung – für einen mittelneolithischen Kulturenkomplex Hinkelstein-Großgartach-Rössen. Katharina Mauser-Goller (1969) und Walter Meier-Arendt (1975) erkannten die große stilistische Ähnlichkeit von Großgartach und der Hinkelstein-Gruppe, die mit der Linearbandkeramik teilweise zeitgleich war.
In den 1970er Jahren wurden bei flächendeckenden Grabungen zwischen Köln und Aachen große Siedlungen freigelegt, die die seitherigen Erkenntnisse zur Siedlungs- und Wirtschaftsweise bedeutend erweiterten (Lüning 1982, Dohrn 1983). Eine feinere zeitliche Aufgliederung der Großgartacher Kultur wurde 1980 durch Marion Lichardus-Itten an den Gräberfeldern Lingolsheim und Erstein im Elsass erarbeitet.

## Chronologie
Auf die Bandkeramik am Anfang der Jungsteinzeit folgt in der ersten Hälfte des 5. Jahrtausends v. Chr. der mittelneolithische Kulturenkomplex mit der Hinkelstein-Gruppe von ca. 5000 bis etwa 4900 v. Chr., der Großgartacher Kultur von ca. 4900 bis etwa 4700 v. Chr. und der Rössener Kultur, anschließend bis etwa 4600/4550 v. Chr. (Eisenhauer 2003).

## Verbreitung
Die Großgartacher Kultur war weiträumig verbreitet, nicht nur in Südwestdeutschland, sondern auch im Ruhrgebiet und Rheinland, in Unter- und Mittelfranken, dem Nördlinger Ries und vom Elsass bis in den Raum von Erfurt.

## Keramik
Die typische Großgartacher Ziertechnik ist der Doppelstich, der zu Bändern und Girlanden gereiht als Füllmotiv den freigelassenen Raum schmückt. Er wurde  durch Beinwerkzeuge (z. B. Schweinezähne) in den feuchten Ton gedrückt. Durch die Einlage einer weißen Masse aus Ton und Kalk in die Vertiefungen der Dekoration hebt sich diese deutlich von der durch Zusatz von Kohle dunkel gefärbten Oberfläche des Gefäßes ab. Alle Gefäße haben einen mehr oder weniger gewölbten Kugelboden, einen deutlichen Bauchknick und einen leicht nach außen gezogenen oberen Rand. Die Kugelböden erforderten Unterstützung durch Standringe. Weitbauchige Gefäße besitzen an der Bauchkante vier Griffzapfen oder Schnurösen. Eine Eigenheit des Großgartacher Stils ist die tannenzweigartige Bogengirlande mit dekorativen Schleifchen unterhalb der Bauchkante. Eine weitere Leitform ist der konische Becher mit hohem Standfuß.

## Haus und Siedlung
Die Großhäuser im Mittelneolithikum mit bis zu 65 m Länge stehen noch in der Tradition der bandkeramischen Langhäuser. Sie sind aber nicht mehr längsrechteckig, sondern besitzen leicht gebogene Längswände und unterschiedlich lange Schmalseiten. Der Grundriss ist schiffsförmig. Das Dach aus leichten Materialien (z. B. Stroh) ist vermutlich zwischen 40 und 50 Grad geneigt. Um diesen Winkel an allen Stellen zu erhalten, senkt sich das Dach bei einer Verschmälerung des Grundrisses. An der schmalsten Stelle mit dem Eingang im Nordwesten vermutet man eine Art Walmdach, auf der südöstlichen Seite einen Giebel. Der Innenraum ist vierschiffig, durch Querjoche mit jeweils drei Pfosten unterteilt. Die Wände bestehen aus einer mit Lehm bestrichenen Flechtwand zwischen Wandpfosten, deren Spuren noch heute im Boden sichtbar sind. Schon zur Zeit der Großgartacher Kultur gab es kommunal organisierte Siedlungen: In Bad Friedrichshall-Kochendorf im Landkreis Heilbronn zum Beispiel sind die schiffsförmigen Häuser deutlich an den die Siedlung umschließenden doppelten Palisadenring orientiert.

## Gräberfelder
In den Gräberfeldern der Großgartacher Kultur im Elsass wurden die Toten in gestreckter Rückenlage unter Orientierung des Kopfes im Nordwesten und der Füße im Südosten ins Grab gelegt (Lichardus-Itten 1980). 1988/89 grub Helmut Spatz (1954–2002) in Trebur im Kreis Groß-Gerau ein Gräberfeld aus mit insgesamt 127 Bestattungen der Hinkelstein- und Großgartacher Kultur. Zwei Hinkelstein-Brandgräber überraschten, denn bisher waren nur Körperbestattungen bekannt. Der Unterschied in den Bestattungsriten zweier aufeinander folgender Kulturen war größer als vermutet. In einer Art Reihengräberstruktur nehmen die Gräber aufeinander Bezug. Die Ausrichtung SO-NW der Toten in gestreckter Rückenlage war für beide Kulturen gleich. Die Hälfte der Verstorbenen aus der Großgartacher Kultur lag, wie die der Hinkelstein-Gruppe, mit dem Kopf im SO, die andere Hälfte aber umgekehrt. Der Stilwechsel der beiden Kulturen erfolgte nicht an der Kulturgrenze 4700 v. Chr., sondern nach einer längeren zeitlichen Überlappung ab etwa 4600 v. Chr. Innerhalb derselben Gruppe werden Innovationen in verschiedenem Tempo adaptiert. Stilistische Ähnlichkeit bedeutet nicht zwingend temporäre Gleichzeitigkeit.
Neben Gefäßen und Werkzeugen fand man reichen Schmuck aus Kalksteinperlen, durchbohrte Eberzahnlamellen, durchbohrte Eckzähne von Raubtieren, Muscheln und fossile Schnecken. Manchmal erhielten die Toten auch Fleisch als Wegzehrung ins Jenseits. Die Großgartacher Gräber sind weniger reich ausgestattet und weniger sorgfältig eingetieft als die der Hinkelstein-Gruppe.